# 微磁学
微磁学是磁学的一个分支。其研究对象为介观尺度下铁磁体的磁化过程。该尺度足够大，大到到原子的大小可忽略不计，因此在该尺度下材料的磁学特性是连续的；然而该尺度又足够小，小到可以看清磁畴的结构。微磁学主要解决两类问题：
1. 静微磁学：通过最小化磁学能量，得到系统的稳定解；
2. 动微磁学：通过解朗道-利夫希茲-吉爾伯特方程式（Landau–Lifshitz–Gilbert, LLG)，得到系统的动力学解。

## 连续性假设
假定在铁磁体内某区域{\displaystyle dV}中存在{\displaystyle N}个磁矩
{\displaystyle \mu _{j},j=1,2,\cdots ,N}。
那么区域内的平均磁矩可以表示为
{\displaystyle M(r)={\frac {\sum _{j=1}^{N}\mu _{j}}{dV}}}。
连续性假设认为在铁磁体内任意一点，
{\displaystyle |M(r)|=M_{s}}。
式中{\displaystyle M_{s}}为饱和磁化强度。其意义在于小区域{\displaystyle V}内可以近似地认为所有磁矩都是指向同一方向的。这是交换作用在小区域内的结果（交换作用倾向于使得磁矩指向同一方向）。连续性假设是微磁学的基础。

## 静微磁学
静微磁学的目标是求得平衡态下磁体内磁矩的空间分布情况。当温度低于居里温度时，由连续性假设，磁化强度的大小{\displaystyle |M|}总是等于{\displaystyle M_{s}}。所以问题简化为求磁矩的方向，或称约化磁化强度{\displaystyle m=M/M_{s}}。
铁磁体内的总能量密度可表示为
{\displaystyle E=E_{\text{exch}}+E_{\text{anis}}+E_{\text{Z}}+E_{\text{demag}}}
其中{\displaystyle E}为总能量密度，{\displaystyle E_{\text{exch}}}为交换能，{\displaystyle E_{\text{anis}}}为各向异性能，{\displaystyle E_{\text{Z}}}为赛曼能，{\displaystyle E_{\text{demag}}}为退磁场能。

### 交换能
交换能是与磁矩之间的交换作用相关的能量。
交换能可表示为:{\displaystyle E_{\text{exch}}=A\int _{V}\left((\nabla m_{x})^{2}+(\nabla m_{y})^{2}+(\nabla m_{z})^{2}\right)\mathrm {d} V}
式中{\displaystyle A}为交换作用常数，{\displaystyle m_{x},m_{y},m_{z}}是磁矩{\displaystyle m}在三个方向上的分量。如前所述，交换作用倾向于使磁矩统一指向一个方向，因为在这时交换作用能最低。

### 各向异性能
各向异性能来自于材料的微观各向异性，与晶体结构的对称性有关。
各项异性能可表示为
{\displaystyle E_{\text{anis}}=\int _{V}F_{\text{anis}}(\mathbf {m} )\mathrm {d} V}
式中{\displaystyle F_{anis}}是各向异性能密度，与磁矩的指向方向有关。磁矩的指向方向为易轴时，各向异性能最低。

### 赛曼能
赛曼能来源于磁矩和外加磁场的作用。当磁矩与外场方向一致时，该能量最低。
赛曼能可表示为
{\displaystyle E_{\text{Z}}=-\mu _{0}\int _{V}\mathbf {M} \cdot \mathbf {H} _{\text{a}}\mathrm {d} V}
其中{\displaystyle H_{a}}是外加磁场，{\displaystyle \mu _{0}}是真空磁导率。

### 退磁场能
退磁场是磁距在铁磁体内部给自己施加的场。
退磁场能可表示为
{\displaystyle E_{\text{demag}}=-{\frac {\mu _{0}}{2}}\int _{V}\mathbf {M} \cdot \mathbf {H} _{\text{d}}\mathrm {d} V}
式中{\displaystyle H_{d}}是退磁场。这个场的大小与方向是磁矩的分布决定的：
{\displaystyle \nabla \cdot \mathbf {H} _{\text{d}}=-\nabla \cdot \mathbf {M} }
{\displaystyle \nabla \times \mathbf {H} _{\text{d}}=0}
式中−∇·M又被称为磁荷密度。从式中可以看出，退磁场来源于磁矩M分布的不均匀性(若分布均匀则{\displaystyle \nabla \cdot \mathbf {M} =0})。这些方程的解是：
{\displaystyle \mathbf {H} _{\text{d}}=-{\frac {1}{4\pi }}\int _{V}\nabla \cdot \mathbf {M} {\frac {\mathbf {r} }{r^{3}}}\mathrm {d} V}
式中r是从积分点指向观察点的矢量。
值得注意的是，在平衡态下，总能量最低，但并不代表每项能量都处于最低状态。实际上磁矩经常不均匀分布，以增加交换能的代价降低了退磁场能，而使得总能量最低。

## 动微磁学
动微磁学的研究对象是磁矩在等效场下随时间的演化过程。该过程可以由解朗道-利夫希茲-吉爾伯特方程式（Landau–Lifshitz–Gilbert, LLG)得出。

### 等效场
等效场是磁矩感受到的所有场的总和。它可以由以下公式描述：
{\displaystyle \mathbf {H} _{\mathrm {eff} }=-{\frac {1}{\mu _{0}M_{s}}}{\frac {\mathrm {d} ^{2}E}{\mathrm {d} \mathbf {m} \mathrm {d} V}}}
式中dE/dV是能量密度。
由能量密度的表达式，可以计算出：
{\displaystyle \mathbf {H} _{\mathrm {eff} }={\frac {2A}{\mu _{0}M_{s}}}\nabla ^{2}\mathbf {m} -{\frac {1}{\mu _{0}M_{s}}}{\frac {\partial F_{\text{anis}}}{\partial \mathbf {m} }}+\mathbf {H} _{\text{a}}+\mathbf {H} _{\text{d}}}

### LLG方程
LLG方程是磁矩的动力学方程。它描述了磁矩在等效场下的拉莫爾進動，以及一个阻尼项。
LLG方程可表示为
{\displaystyle {\frac {\partial \mathbf {m} }{\partial t}}=-|\gamma |\mathbf {m} \times \mathbf {H} _{\mathrm {eff} }+\alpha \mathbf {m} \times {\frac {\partial \mathbf {m} }{\partial t}}}
在数学上可以推出LLG方程等价于下面的方程（又称为LL方程）：
{\displaystyle {\frac {\partial \mathbf {m} }{\partial t}}=-{\frac {|\gamma |}{1+\alpha ^{2}}}\mathbf {m} \times \mathbf {H} _{\mathrm {eff} }-{\frac {\alpha |\gamma |}{1+\alpha ^{2}}}\mathbf {m} \times (\mathbf {m} \times \mathbf {H} _{\text{eff}})}
式中{\displaystyle \gamma }为旋磁比，{\displaystyle \alpha }为Gilbert阻尼常数。

## 应用
微磁学可用于计算机硬盘的磁头和磁介质、永磁体的研发。

## 研究手段
早期由于计算机运算能力不足，对微磁学的研究以理论推导为主。80年代后随着计算机技术的进展，计算机模拟成为重要手段。常用的模拟软件有oommf、magpar等。最近几年随着GPU通用计算的发展，出现了一批GPU加速的模拟软件如mumax、GPMagnet和TetraMag等。

## 历史
1963年William Fuller Brown Jr.发表了一篇关于反平行磁畴结构的文章，代表了这一领域的开端。

## 资料来源
<references>
1. ↑  .   [2014-04-23]. （原始内容存档于2022-01-28）.
2. ↑  .   [2014-04-23]. （原始内容存档于2022-02-21）.
3. ↑  .   [2014-04-23]. （原始内容存档于2022-01-22）.
4. ↑  .   [2014-04-23]. （原始内容存档于2020-02-06）.
5. ↑  .   [2014-04-23]. （原始内容存档于2019-11-30）.
6. ↑  .   [2014-04-23]. （原始内容存档于2016-12-02）.